# Amphinema australis
Amphinema australis is een hydroïdpoliep uit de familie Pandeidae. De poliep komt uit het geslacht Amphinema. Amphinema australis werd in 1900 voor het eerst wetenschappelijk beschreven door Mayer. 